# Mammillaria spinosissima
Espèce
Statut CITES
Mammillaria spinosissima est une espèce de plantes à fleurs dicotylédones de la famille des Cactaceae, endémique du Mexique.
C'est une espèce cultivée comme plante ornementale, dont il existe un certain nombre de cultivars. 

## Taxinomie
En 1753, Linné désigna le genre Mammillaria comme le genre-type de la famille des Cactaceae.
Mammillaria spinosissima fut décrite en premier sous ce nom par le botaniste français, Charles Lemaire, et publiée dans Cactearum aliquot novarum 1: 4. 1838,.
En 1838, James Forbes, botaniste britannique et jardinier du Duc de Bedford, décrivit, sous le nom d'Echinocactus spinosissima, une espèce issue d'un groupe de cactées qu'il avait acquis en Europe trois ans auparavant. 
Selon les botanistes américains, Nathaniel Lord Britton et Joseph Nelson Rose, James Forbes aurait reçu ce nom de Ludwig Karl Georg Pfeiffer, mais la plante en cause était bien en réalité Mammillaria spinosissima.
Pfeiffer avait publié en 1837 la première division infragénérique des Mammillaria, en subdivisant le genre en deux groupes selon les caractéristiques distinctes des épines.
En 1845, Joseph de Salm-Reifferscheidt-Dyck – sur la base des travaux de Frederick Scheer – affina la classification en distinguant huit groupes. Avec au moins 145 espèces reconnues, c'est l'un des genres les plus grands, et les plus variables sur le plan morphologique, de la famille des Cactées.
Selon certaines estimations, il existerait au moins deux cents espèces de Mammillaria, dont 62 espèces cultivées en Inde. Bien qu'il soit plus important, le genre Opuntia est moins populaire auprès des jardiniers et des paysagistes.
On pensait auparavant que le genre Mammillaria était monophylétique, mais des analyses phylogénétiques réalisées en 2004 indiquent que le genre Mammilloydia est « embarqué dans un groupe de base des espèces de Mammillaria ».
Un spécimen de Mammillaria spinosissima a été collecté par le botaniste britannique David Richard Hunt en septembre 1971, au Mexique, près de la route à péage Morelos Cautla - Cuernavaca dans la Sierra de Tepoztlan, à une altitude  de 1 600 mètres.

### Synonymes
Selon The Plant List : 
- Mammillaria centraliplumosa Fittkau
- Mammillaria centraliplumosa var. gracilis Repp.
- Mammillaria haasii J. Meyrán
- Mammillaria polyacantha Ehrenb.
- Mammillaria spinosissima subsp. spinosissima
- Mammillaria tomentosa Ehrenb.
- Mammillaria virginis Fittkau & Kladiwa

### Liste des sous-espèces
Selon Catalogue of Life (30 septembre 2015) :
- Mammillaria spinosissima subsp. pilcayensis (Bravo) D.R. Hunt
- Mammillaria spinosissima subsp. spinosissima
- Mammillaria spinosissima subsp. tepoxtlana  D.R. Hunt

## Description

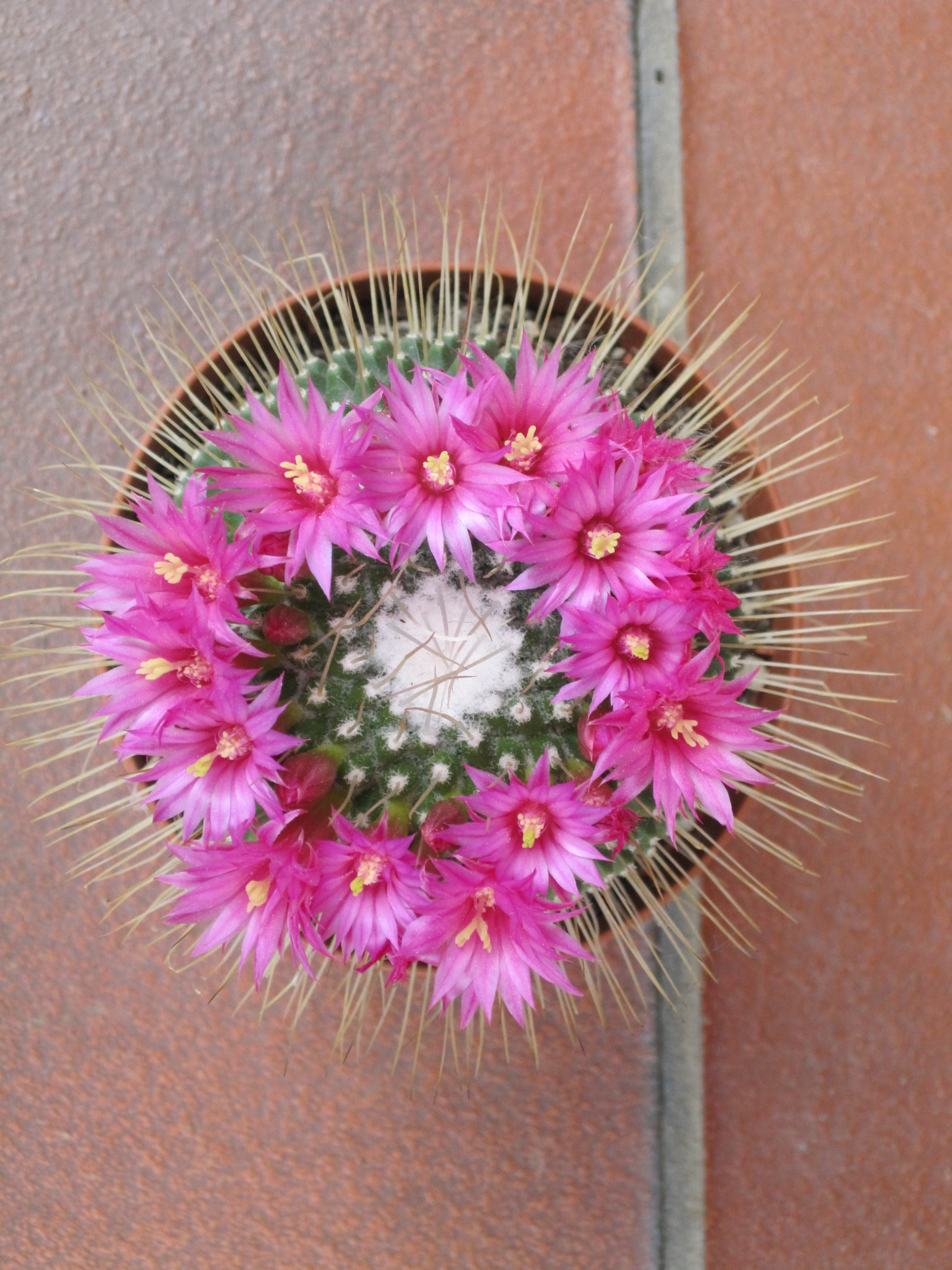
Fleurs disposées en anneau au sommet de la plante.

Mammillaria spinosissima est une cactée globuleuse ou cylindrique, plus ou moins allongée, relativement petite, qui peut atteindre 30 cm de haut et 10 cm de diamètre. 
Elle nécessite cinq à dix ans pour atteindre sa pleine hauteur.
Les épines sont brun-rouge ou blanches. Les fleurs, de couleur blanc-crème et rose, de symétrie radiale, sont en forme d'entonnoir. Elles apparaissent en anneau, à environ 2 cm du sommet des tiges.
Ces fleurs produisent de petite baies de couleur rouge brillant, lisses et juteuses, en forme de massue.
Les espèces de Mammillaria tendent à pousser au sol, en solitaires ou en groupes serrés. 
Le genre se distingue par ses aréoles dimorphiques : les aréoles végétatives, portant les épines, se situent à l'apex des tubercules, tandis que celles portant les fleurs se situent à l'intérieur de l'aisselle des tubercules. 
La tige est laineuse et couverte de poils.

## Distribution et habitat
L'aire de répartition originale du genre Mammillaria s'étend de la Colombie et du Venezuela jusqu'au Sud-Ouest des États-Unis. 
Sa diversité est la plus importante au Mexique. Certaines espèces ont également été documentées dans les Antilles.
Mammillaria spinosissima est une espèce endémique du Mexique central et concentrée dans les États de Guerrero et Morelos, où elle croît à une altitude d'environ 1600 à 1 900 mètres.
Cette plante préfère les forêts tropicales sèches et les broussailles xérophiles.
La sous-espèce pilcayensis doit son nom à sa présence dans la Barranca de Pilcaya, dans l'État de Guerrero.

## Culture
Selon Britton and Rose, Mammillaria spinosissima serait cultivée au moins depuis 1835.
Cette espèce prospère dans des sols bien drainés, qu'ils soient sableux ou argileux, avec un pH acide, alcalin ou neutre. Elle préfère une faible humidité et pousse bien sous abri vitré, en plein soleil filtré avec une exposition sud, nord ou est.
En culture, il convient généralement de l'arroser une fois toutes les deux semaines, et de la maintenir presque à sec pendant les mois d'hiver. 
Sa multiplication est facilitée par des semis au début du printemps, par des températures allant de 19 à 24 °C. 
Elle ne nécessite aucune élagage et constitue une plante bien adaptée pour les cultures en conteneurs ou dans des patios. 
C'est une plante résistante aux maladies, mais qui est sensible à certains parasites, en particulier des cochenilles (telles que Planococcus citri, Pseudococcus longispinus, Pseudococcus calceolariae).

## Galerie

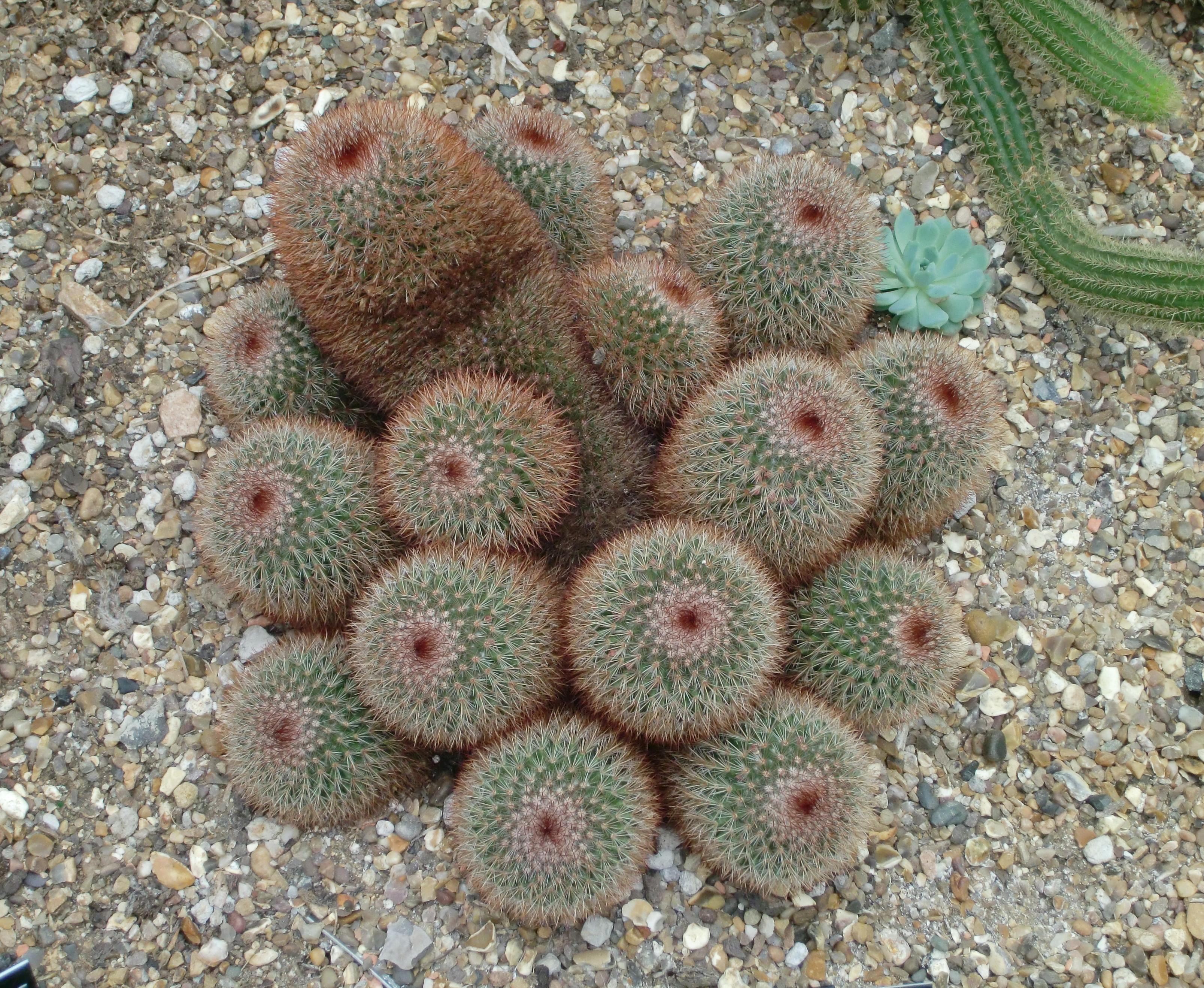
Croissance en groupe serré à Kew Gardens (Londres).
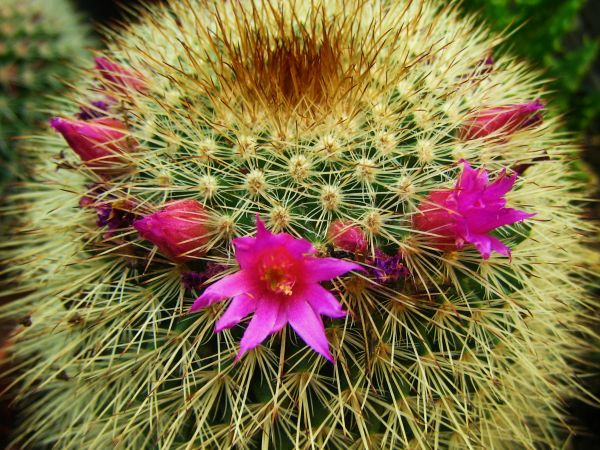
Fleurs.
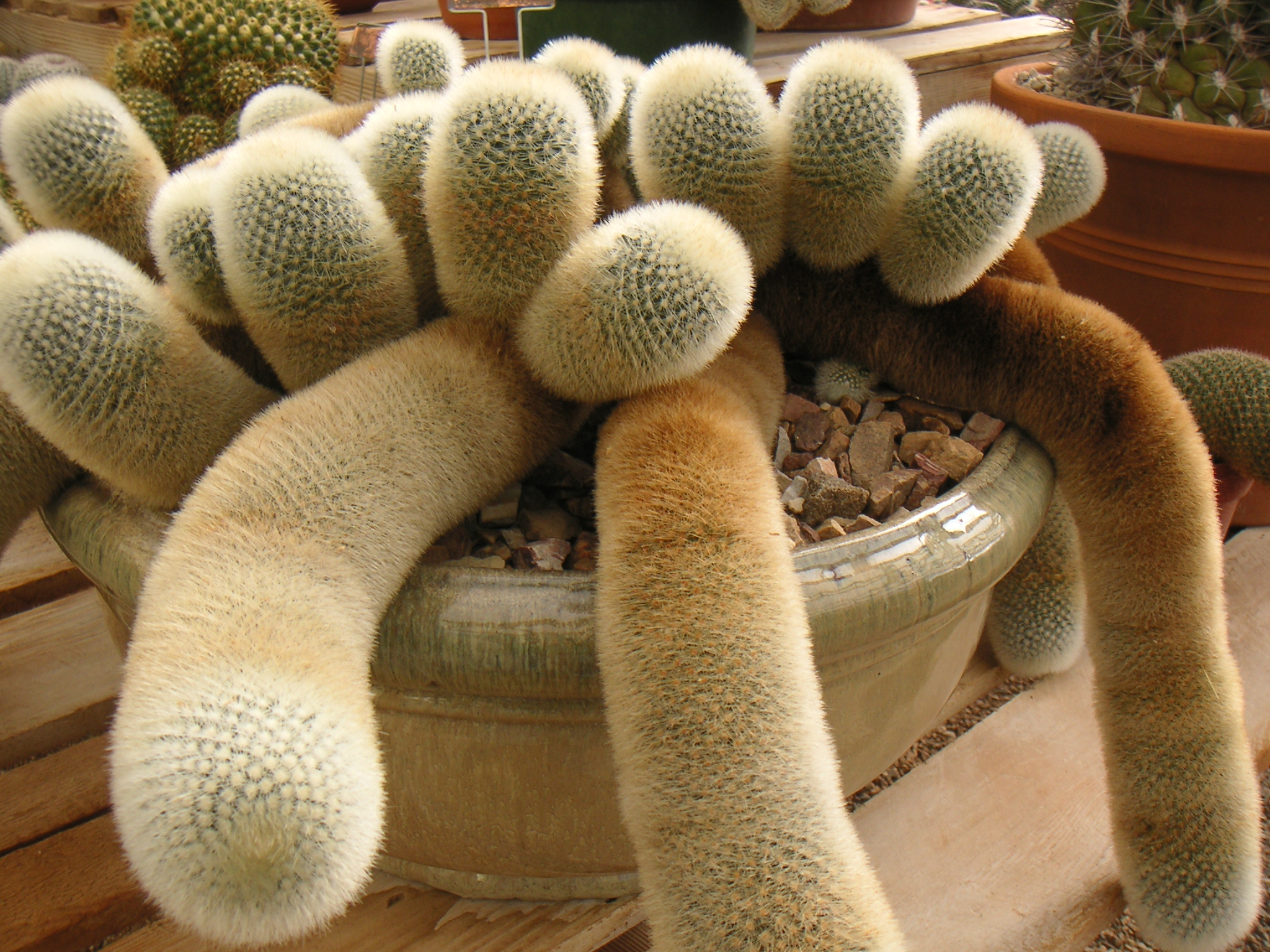
M. spinosissima subsp. pilcayensis.
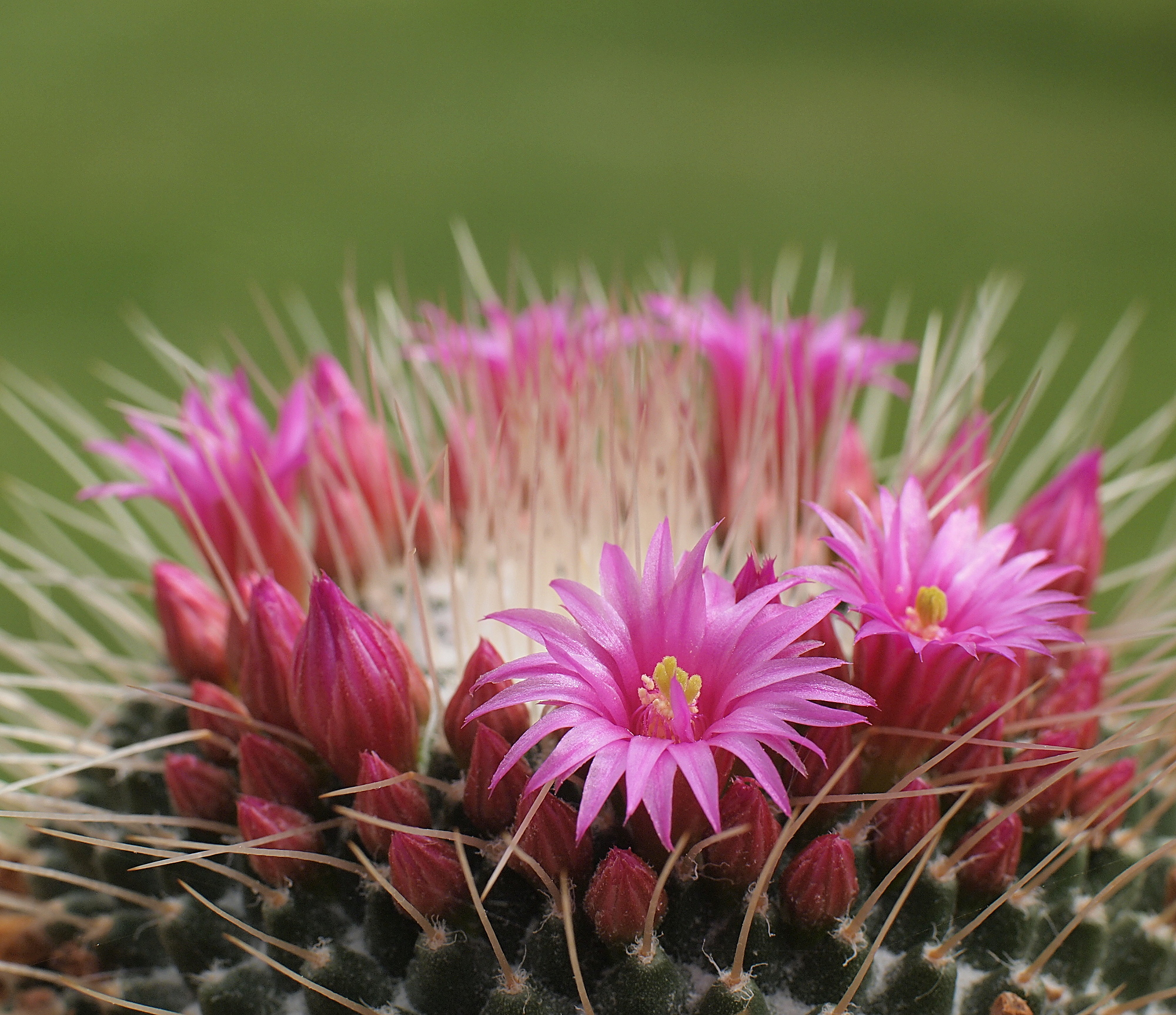
Cultivar 'Un Pico' en fleurs.
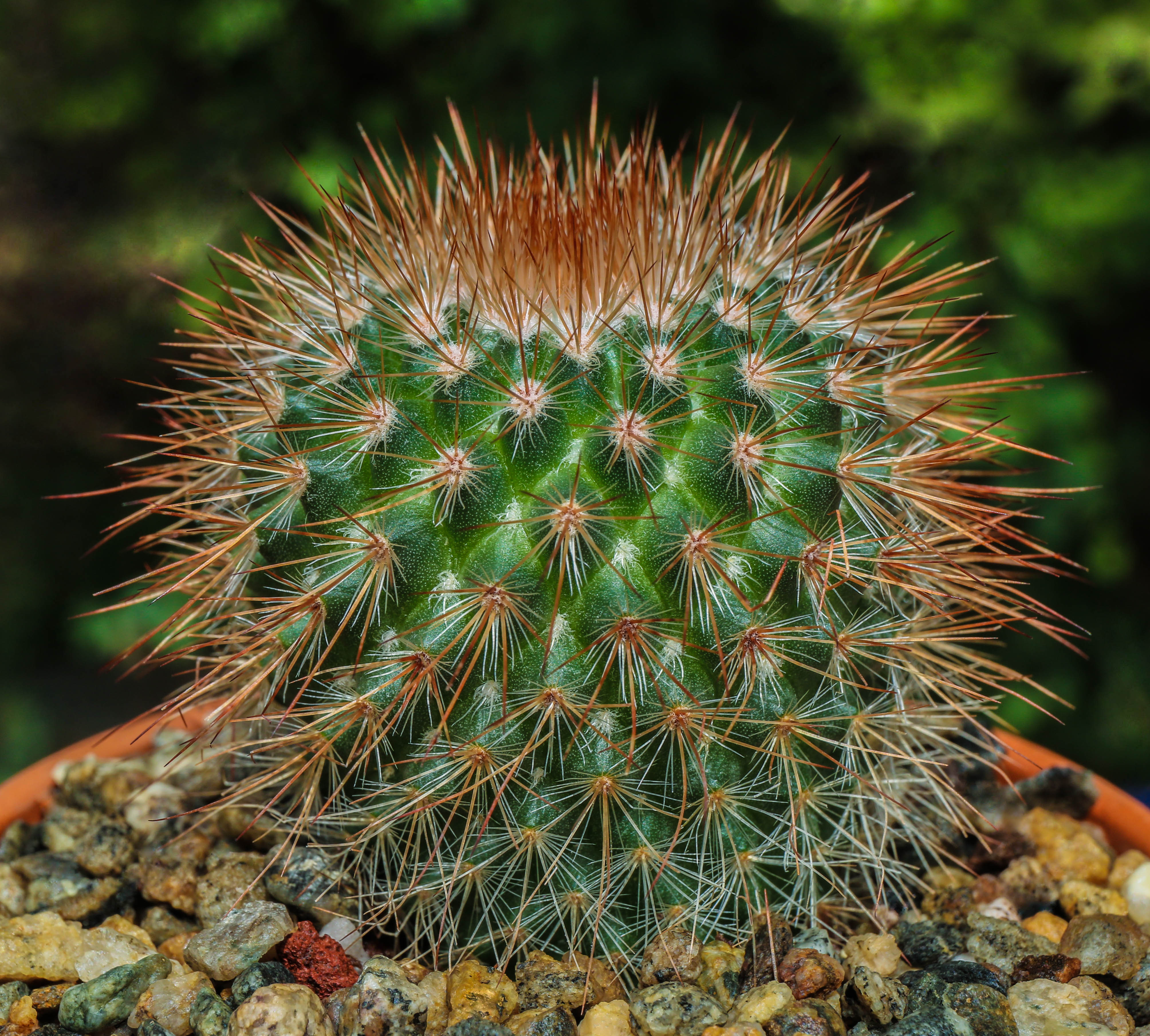
M. spinosissima var. rubrispina  'Super Red'.